# Chattanoogie Shoe Shine Boy
Chattanoogie Shoe Shine Boy war der größte Hit des Country-Sängers Red Foley. Er erschien 1950 und war der erste in Nashville produzierte Millionenseller der Country-Musik.

## Geschichte

### Entstehung
Der Song über einen im Boogie-Rhythmus arbeitenden Schuhputzer wurde eigentlich vom erfolgreichen Country-Komponisten und Musikverlagsinhaber Fred Rose komponiert. Dieser hatte jedoch die Rechte hieran den Managern der Grand Ole Opry, Harry Stone (Programmdirektor) und Jack Stapp (Vizepräsident) als Gegenleistung dafür übertragen, dass sie einen jungen Sänger namens Hank Williams in der Opry auftreten ließen. Für Rose hielt sich der Verlust der Tantiemen in Grenzen, denn als Musikverlag fungierte für diese Komposition sein Acuff-Rose Publishing.
Aufnahmetermin war der 7. November 1949, an dem neben Foley dessen reguläre Besetzung Grady Martin (Gitarre), Billy Robinson (Pedal Steel Guitar), Zeb Turner (Rhythmusgitarre), Harold Bradley (Gitarre), Ernie Newton (Bass) und Owen Bradley (Klavier/Orgel) anwesend war. Schlagzeuger Farris Coursey benutzte für das Schuhputzgeräusch seinen Oberschenkel, den er mit seinen Händen schlug. Rhythmisch wurde der lebendige Song als geshuffelter Boogie ausgestaltet. Der von Owen Bradley produzierte Song war der Prototyp des späteren „Nashville-Sound“.
Aufgenommen wurde im gerade zwei Jahre alten Castle Recording Studio (im Tulane-Hotel, 206 West 8 N Avenue) in Nashville. Innerhalb von nur drei Aufnahmetagen entstanden in der produktiven Session mit Foley zwischen dem 7. und 9. November 1949 nicht weniger als acht Top-10-Hits, insgesamt wurden 13 Aufnahmen beendet. Ursprünglich war der Song Boogie Woogie Shoe Shine Boy betitelt, doch entschloss man sich in letzter Minute, am erfolgsgewohnten Konzept geografischer Namen in Songtiteln festzuhalten. Foley hatte bereits vier Top-10-Hits mit „Tennessee“ im Titel, sodass nunmehr das in Tennessee liegende „Chattanooga“ genutzt werden sollte.

### Erfolg

Red Foley - Chattanoogie Shoe Shine Boy

Veröffentlicht am 21. Januar 1950 als Chattanoogie Shoe Shine Boy / Sugarfoot Rag (Decca #46205), kam der Song zunächst am 21. Januar 1950 in die Country-Hitparade, wo er sofort den ersten Rang einnahm und dort für 13 Wochen verblieb. Damit gehört er zu den wenigen Titeln der Country-Musik, die unmittelbar nach Erscheinen den ersten Rang der Charts belegten. Der Titel stellte sich als ein enormer Crossover-Hit in den Country- und Popcharts heraus, denn in letzteren verbrachte er acht Wochen an Rang eins. Der schwungvolle und lebendige Song war Foleys bei weitem größter Hit, wurde zu seiner späteren Erkennungsmelodie und entwickelte sich zu Red Foleys erstem Millionenseller.

## Coverversionen
Mehrere Coverversionen erschienen bereits Anfang des Jahres 1950. Erster war Bing Crosby (aufgenommen am 3. Januar 1950), gefolgt von Frank Sinatra (12. Januar 1950), Bill Darnell (Februar 1950, mit derselben B-Seite wie das Original) und Phil Harris (März 1950). Insgesamt erschienen 12 Coverversionen, darunter auch die deutsche Fassung Schuhputzboy von Renée Franke aus dem Jahre 1952. Das Original erhielt einen BMI-Award.